# Bromélia-imperial
Bromélia-imperial (nome científico: Alcantarea imperialis; basônimo: Vriesea imperialis) é uma das espécies vegetais da família das bromeliáceas endêmica no Brasil. Cresce nas encostas áridas e rochosas da Serra dos Órgãos, no estado do Rio de Janeiro, gozando do calor do Sol ao longo do dia e as noites amenas a 1.380 metros de altitude. As suas folhas medem 15 centímetros de largura e 1,5 metro de comprimento. Pode suportar condições secas e, se houver luz, suas folhas ficam marrons. Sua inflorescência pode atingir uma altura de 1,80 metros ou mais. Suas flores amareladas surgem de brácteas vermelhas escuras e brilhantes. Plântulas se desenvolvem em volta da planta principal quando ainda é bem jovem e podem se desassociar para formar novas plantas.